# Bernard Eliade
Pour les articles homonymes, voir Eliade.
Bernard Eliade est un écrivain et ancien professeur de français et formateur, né en 1938 à Paris.

## Biographie
Petit-fils de l'universitaire roumain Pompiliu Eliade - auteur de "De l'influence française sur l'esprit public en Roumanie" - il n'a aucun lien de parenté avec Mircea Eliade. Il a d'abord été instituteur remplaçant à Drancy, puis professeur de français en Lycée Professionnel et formateur dans le cadre d'action en faveur des femmes et des élèves d'origine étrangère. C'est dans ce cadre qu'il a créé sa propre méthode - proche, au départ, des techniques Freinet - et publié ses ouvrages pédagogiques.
S'appuyant sur son expérience de l'animation de groupes mais aussi de la danse libre, du chant choral, du jeu théâtral et de l'Expression Globale, il a fondé en 1992, à Chenôve, l'Association  Des Outils pour Réussir au sein de laquelle une équipe d'animateurs bénévoles propose une approche diversifiée, attrayante, vivante et originale des œuvres et de leurs auteurs afin de faire de la lecture commune un moment de partage, d'enrichissement et de plaisir.
N'ayant pas cessé d'écrire depuis l'âge de 17 ans, il entreprend la publication progressive de ses ouvrages littéraires dans la Collection en Auto-Édition Les manuscrits KaBjar. Pour faire connaître ces derniers et proposer au public un partage en direct sous forme de lectures-spectacles, il a créé ses Lectures Liberté dont le principe de base est « Quand l'Auteur vient au-devant du Lecteur. »